# 고교결전 자! 지금부터야
"고교결전 자! 지금부터야"는 1977년에 개봉한 대한민국의 영화이다.

## 캐스팅
- 하명중 : 최관수 감독 역
- 진유영 : 월명상고 야구부 1번타자 역
- 이동진 : 월명상고 야구부 4번타자 역
- 한세훈 : 월명상고 야구부 투수 역
- 강주희
- 도금봉
- 석효식 : 월명상고 야구부 2번타자 역
- 송인혁 : 월명상고 야구부 3번타자 역
- 이경호 : 월명상고 야구부 5번타자 역
- 박기수
- 정순용
- 김종락 : 월명상고 야구부 6번타자 역
- 김재성 : 월명상고 야구부 7번타자 역
- 이용기 : 월명상고 야구부 8번타자 역
- 최광철 : 월명상고 야구부 9번타자 역
- 조희
- 노기혁
- 오흥택
- 이예성
- 나갑성
- 권오상
- 문미봉
- 임해림
- 운하성
- 최관수 (특별출연)